# Kryspin Cieszkowski
Kryspin Cieszkowski herbu Dołęga (ur. 25 października 1730, zm. 1792) – biskup rzymskokatolicki. 

## Życiorys
Proboszcz Brzeżan, biskup rzymskokatolicki, biskup pomocniczy lwowski w latach 1772–1792, oficjał lwowski w 1773 roku, kustosz kapituły katedralnej lwowskiej w 1767 roku, kanonik kapituły katedralnej lwowskiej w 1748 roku.
Święcenia kapłańskie przyjął w 1758. 14 grudnia 1772 został mianowany biskupem pomocniczym archidiecezji lwowskiej i biskupem tytularnym Nyssy.
Pochowany w archikatedrze Wniebowzięcia NMP we Lwowie.